# Alb zum Hochrhein
Das FFH-Gebiet Alb zum Hochrhein ist ein im Jahr 2005 durch das Regierungspräsidium Freiburg nach der Richtlinie 92/43/EWG (Fauna-Flora-Habitat-Richtlinie) angemeldetes Schutzgebiet (Schutzgebietskennung DE-8314-341) im deutschen Bundesland Baden-Württemberg. Mit Verordnung des Regierungspräsidiums Freiburg zur Festlegung der Gebiete von gemeinschaftlicher Bedeutung vom 25. Oktober 2018 wurde das Gebiet festgelegt.

## Lage
Das 1210,1 Hektar große Schutzgebiet gehört zu den Naturräumen 155-Hochschwarzwald und 160-Hochrheintal innerhalb der naturräumlichen Haupteinheiten 15-Schwarzwald und 16-Hochrheingebiet.
Es umfasst im Wesentlichen das Tal der Alb zwischen St. Blasien und Albbruck und erstreckt sich über die Markungen von sieben Städten und Gemeinden im Landkreis Waldshut:
- Albbruck = 471.9569 ha, 39 %
- Dachsberg (Südschwarzwald) = 145.2175 ha, 12 %
- Görwihl = 108.9131 ha, 9 %
- Laufenburg (Baden) = 60.5073 ha, 5 %
- Sankt Blasien = 375.1452 ha, 31 %
- Weilheim = 24.2029 ha, 2 %
- Waldshut-Tiengen = 36.3043 ha, 3 %

## Beschreibung und Schutzzweck
Das Schutzgebiet ist ein tief eingeschnittenes Schluchttal im Südschwarzwald mit naturnahem Bergbach, Auen-Galeriewäldern, Schluchtwäldern, Buchenwäldern sowie Felsen und Schutthalden. Auf dem Talgrund stellenweise artenreiches Grünland. Im Südwesten ausgedehnte Buchenwälder.

### Lebensraumklassen
(allgemeine Merkmale des Gebiets) (prozentualer Anteil der Gesamtfläche)
Angaben gemäß Standard-Datenbogen aus dem Amtsblatt der Europäischen Union
|                                                   |                                                   |  |      |      |
| N06 – Binnengewässer (stehend und fließend)       | N06 – Binnengewässer (stehend und fließend)       |  | 1 %  | 1 %  |
| N10 – Feuchtes und mesophiles Grünland            | N10 – Feuchtes und mesophiles Grünland            |  | 8 %  | 8 %  |
| N16 – Laubwald                                    | N16 – Laubwald                                    |  | 25 % | 25 % |
| N17 – Nadelwald                                   | N17 – Nadelwald                                   |  | 15 % | 15 % |
| N19 – Mischwald                                   | N19 – Mischwald                                   |  | 50 % | 50 % |
| N22 – Binnenlandfelsen, Geröll- und Schutthalden, | N22 – Binnenlandfelsen, Geröll- und Schutthalden, |  | 1 %  | 1 %  |
|                                                   |                                                   |  |      |      |

### Lebensraumtypen
Gemäß Anlage 1 der Verordnung des Regierungspräsidiums Freiburg zur Festlegung der Gebiete von gemeinschaftlicher Bedeutung (FFH-Verordnung) vom 25. Oktober 2018 kommen folgende Lebensraumtypen nach Anhang I der FFH-Richtlinie im Gebiet vor:
| EU Code | Lebensraumtyp (offizielle Bezeichnung)                                                                          | Kurzbezeichnung                              | Hektar |
| ------- | --- | -------------------------------------------- | ------ |
| 3150    | Natürliche eutrophe Seen mit einer Vegetation des Magnopotamions oder Hydrocharitions                           | Natürliche nährstoffreiche Seen              | 0,20   |
| 3260    | Flüsse der planaren bis montanen Stufe mit Vegetation des Ranunculion fluitantis und des Callitricho-Batrachion | Fließgewässer mit flutender Wasservegetation | 24,50  |
| 4030    | Trockene europäische Heiden                                                                                     | Trockene Heiden                              | 0,09   |
| 6230    | Artenreiche montane Borstgrasrasen auf Silikatböden                                                             | Artenreiche Borstgrasrasen                   | 0,80   |
| 6430    | Feuchte Hochstaudenfluren der planaren und montanen bis alpinen Stufe                                           | Feuchte Hochstaudenfluren                    | 2,00   |
| 6510    | Magere Flachland-Mähwiesen (Alopecurus pratensis, Sanguisorba officinalis)                                      | Magere Flachland-Mähwiesen                   | 32,50  |
| 7110    | Lebende Hochmoore                                                                                               | Naturnahe Hochmoore                          | 0,50   |
| 7140    | Übergangs- und Schwingrasenmoore                                                                                | Übergangs- und Schwingrasenmoore             | 0,10   |
| 7150    | Torfmoor-Schlenken (Rhynchosporion)                                                                             | Torfmoor-Schlenken                           | 0,20   |
| 7230    | Kalkreiche Niedermoore                                                                                          | Kalkreiche Niedermoore                       | 0,09   |
| 8150    | Kieselhaltige Schutthalden der Berglagen Mitteleuropas                                                          | Silikatschutthalden                          | 4,80   |
| 8220    | Silikatfelsen mit Felsspaltenvegetation                                                                         | Silikatfelsen mit Felsspaltenvegetation      | 13,40  |
| 8230    | Silikatfelsen mit Pioniervegetation des Sedo-Scleranthion oder des Sedo albi-Veronicion dillenii                | Pionierrasen auf Silikatfelskuppen           | 0,09   |
| 9110    | Hainsimsen-Buchenwald (Luzulo-Fagetum)                                                                          | Hainsimsen-Buchenwald                        | 16,10  |
| 9130    | Waldmeister-Buchenwald (Asperulo-Fagetum)                                                                       | Waldmeister-Buchenwald                       | 12,00  |
| 9180    | Schlucht- und Hangmischwälder (Tilio-Acerion)                                                                   | Schlucht- und Hangmischwälder                | 37,60  |
| 91D0    | Moorwälder | Moorwälder                                   | 1,50   |
| 91E0    | Auen-Wälder mit Alnus glutinosa und Fraxinus excelsior (Alno-Padion, Alnion incanae, Salicion albae)            | Auenwälder mit Erle, Esche, Weide            | 30,60  |

### Zusammenhängende Schutzgebiete
Das FFH-Gebiet überschneidet sich mit mehreren Landschaftsschutzgebieten. Das gesamte Gebiet liegt im Naturpark Südschwarzwald. Die Naturschutzgebiete
- Nr. 3045-Tiefenhäuser Moos
- Nr. 3046-Schneeglöckchenstandort auf Gemarkung Buch
- Nr. 3260-Mühlbachtal

liegen vollständig im FFH-Gebiet.